# 신패왕화: 예스마담
《신패왕화: 예스마담》(중국어: 新霸王花)은 2021년에 대한민국에서 개봉한 중국, 홍콩의 영화이다.

## 캐스팅
- 양리칭
- 왕페이
- 양사기